# Augochloropsis smithiana
Augochloropsis smithiana är en biart som först beskrevs av Cockerell 1900.  Augochloropsis smithiana ingår i släktet Augochloropsis och familjen vägbin. Inga underarter finns listade.